# Daj što daš (1979.)
Daj što daš, hrvatski dugometražni film iz 1979. godine.